# گلیز ۶۷۸
گلیز ۶۷۸ یک ستاره است که در صورت فلکی مارافسای قرار دارد.